# ヤシン・メリアー
ヤシン・メリアー(1993年7月2日-)は、チュニジアのサッカー選手。ポジションはDF。アル・アインFC所属。

## 来歴

### クラブ
チュニジア2部に所属していたASアリアナでデビュー。2013-14シーズンにESメトラウィに移籍。2014-15シーズンに移籍したCSスファクシアンでは守備の要として活躍した。
2018年7月28日、移籍金150万ユーロでオリンピアコスFCに移籍、4年契約にサインした。
2021年7月28日、アル・アインFCに2年契約で移籍。

### 代表
2015年6月13日のモロッコ戦で代表戦初出場。2017年9月1日のDRコンゴ戦で代表初ゴール。
2018 FIFAワールドカップを戦うチュニジア代表の本大会メンバーに選出された。

## 代表歴

### 出場大会
- チュニジア代表
  - 2018 FIFAワールドカップ
  - 2022 FIFAワールドカップ

### 試合数
- 国際Aマッチ 74試合 4得点（2015年-）[3]

| チュニジア代表 | 国際Aマッチ | 国際Aマッチ |
| 年             | 出場        | 得点        |
| -------------- | ----------- | ----------- |
| 2015           | 3           | 0           |
| 2016           | 3           | 0           |
| 2017           | 6           | 1           |
| 2018           | 13          | 1           |
| 2019           | 17          | 1           |
| 2020           | 4           | 0           |
| 2021           | 14          | 0           |
| 2022           | 4           | 0           |
| 2023           | 10          | 1           |
| 2024           |             |             |
| 通算           | 74          | 4           |

### 得点
2019年3月23日現在
| No | 開催日         | 開催地 | 対戦国           | 得点 | 結果 | 試合概要                           |
| -- | -------------- | ------ | ---------------- | ---- | ---- | ---------------------------------- |
| 1. | 2017年9月1日   | ラデス | コンゴ民主共和国 | 1–0  | 2–1  | 2018 FIFAワールドカップ予選        |
| 2. | 2018年10月13日 | ラデス | ニジェール       | 1–0  | 1–0  | アフリカネイションズカップ2019予選 |
| 3. | 2019年3月22日  | ラデス | エスワティニ     | 4–0  | 4–0  | アフリカネイションズカップ2019予選 |